# Filipe de Jesus
Filipe de Jesus, em castelhano Felipe de Jesús, foi um missionário franciscano mártir no Japão. Foi canonizado pelo Papa Pio IX, englobado no grupo d'Os 26 Mártires do Japão e o o primeiro santo nascido no território que hoje é o México.

## Biografia
Nasceu na Cidade do México, Nova Espanha, primogênito dos onze filhos de um casal de imigrantes espanhóis. Criança de índole irrequieta e travessa, fez seus primeiros estudos no colégio dos jesuítas.
Aos 21 anos, seu espírito aventureiro o levou às Filipinas. Ali entrou para o convento dos franciscanos de Manila. Para se ordenar padre, deveria retornar ao México, já que nas Filipinas não havia bispo. Partiu em 1596. A viagem foi tumultuada: o barco ficou à deriva até chegar à costa do Japão. Filipe refugiou-se junto aos franciscanos em Meaco, onde havia uma escola e hospital.
Entretanto, na época, o Japão era hostil em relação aos missionários cristãos. Assim, naquele mesmo ano Filipe foi aprisionado juntamente com um grupo de cristãos que faziam também parte japoneses. Em 5 de fevereiro de 1597 foram martirizados: prenderam-nos numa cruz com argolas de ferro no pescoço, mãos e pés e golpearam-nos com lanças.
Foi beatificado em 1627 pelo Papa Urbano VIII e canonizado em 1862 pelo Papa Pio IX.